# 飯石村
飯石村（いいしむら）は、島根県飯石郡にあった村。現在の雲南市三刀屋町粟谷、三刀屋町多久和、三刀屋町上熊谷、木次町上熊谷にあたる。

## 地理
- 河川：斐伊川[1]、三刀屋川[2]、飯石川[3]、福谷川[3]、大蔵川[3]
- 山岳：高瀬山[1]

## 歴史
- 1889年（明治22年）4月1日、町村制の施行により、飯石郡粟谷村、多久和村、上熊谷村が合併して村制施行し、飯石村が発足[4][5]。
- 1954年（昭和29年）1月20日、飯石郡三刀屋町、鍋山村、中野村と合併し三刀屋町が存続して廃止された[4][5]。

### 地名の由来
古来からの郡名による。

## 産業
- 農業[3]、薪[3]、和紙[1]。